# Vegacervera
Vegacervera est une commune d'Espagne dans la province de León, communauté autonome de Castille-et-León. Elle s'étend sur 34,89 km2 et comptait environ 314 habitants en 2015.

## Personnalités liées à la commune
- Nieves González Barrio (1884-1965), pédiatre espagnole.